# Honolulu Symphony

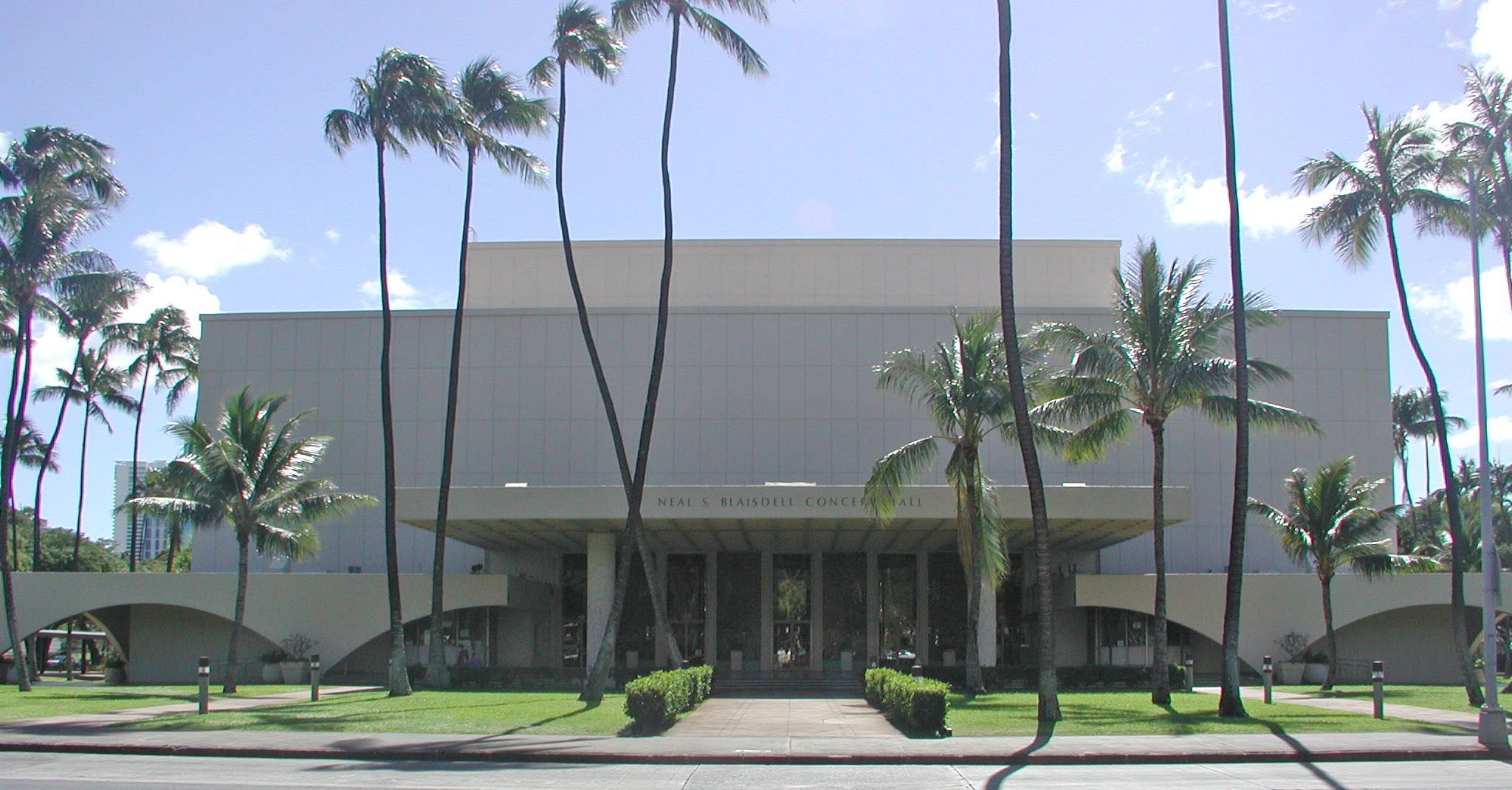
Le Neal S. Blaisdell Center Concert Hall.

L’Honolulu Symphony (souvent The Honolulu Symphony Orchestra) a été fondé en 1900, ce qui en fait le plus ancien orchestre symphonique à l'ouest des Montagnes Rocheuses.
D'abord installé dans un « clubhouse » sur les pentes du Punchbowl Crater, il joue désormais au Neal S. Blaisdell Center Concert Hall, dans le centre d'Honolulu.
De 1996 à 2004, il a été dirigé par Samuel Wong. Parmi ses principaux directeurs on trouve Fritz Hart (1937-1949), George Barati, Robert La Marchina, Donald Johanos et JoAnn Falletta. En août 2007, c'est Andreas Delfs qui en devient le chef principal. Le 30 octobre 2009, le Honolulu Symphony se place sous la protection du chapitre 11 et le 6 novembre, il annonce l'annulation de tous les concerts restants de la saison 2009-2010. Il cherche alors à réduire les dépenses de 8 à 4 millions de dollars en réduisant de moitié les 40 représentations prévues. En décembre 2010, il est annoncé que la compagnie sera liquidée sous les auspices du chapitre 7 et cessera de produire après 110 ans d'activité.